# Vladimír Šeďa
Vladimír Šeďa (* 24. prosince 1964, Kyjov) je bývalý český fotbalista, záložník.

## Fotbalová kariéra
Hrál za RH Cheb a FC Zbrojovka Brno. V československé lize nastoupil ve 27 utkáních a dal 5 gólů.

## Ligová bilance
| Ročník                                   | Zápasy | Góly | Klub              |
| ---------------------------------------- | ------ | ---- | ----------------- |
| 1. československá fotbalová liga 1985/86 | 1      | 0    | RH Cheb           |
| 1. československá fotbalová liga 1989/90 | 19     | 4    | FC Zbrojovka Brno |
| 1. československá fotbalová liga 1990/91 | 7      | 1    | FC Zbrojovka Brno |
| CELKEM                                   | 27     | 5    |                   |